# Guerra Chiquita
Guerra Chiquita (vilket är spanska för "lilla kriget") pågick 1879 till 1880 och var det andra av tre befrielsekrig som kubanerna utkämpade mot Spanien. Det utkämpades efter Tioårskriget (1868–1878) och före Kubanska självständighetskriget. 
Lilla kriget började den 26 augusti 1879, och trots några mindre framgångar, hade rebellerna besegrats i september 1880.